# Pentateuque samaritain
 (avril 2015).
Si vous disposez d'ouvrages ou d'articles de référence ou si vous connaissez des sites web de qualité traitant du thème abordé ici, merci de compléter l'article en donnant les références utiles à sa vérifiabilité et en les liant à la section « Notes et références ».

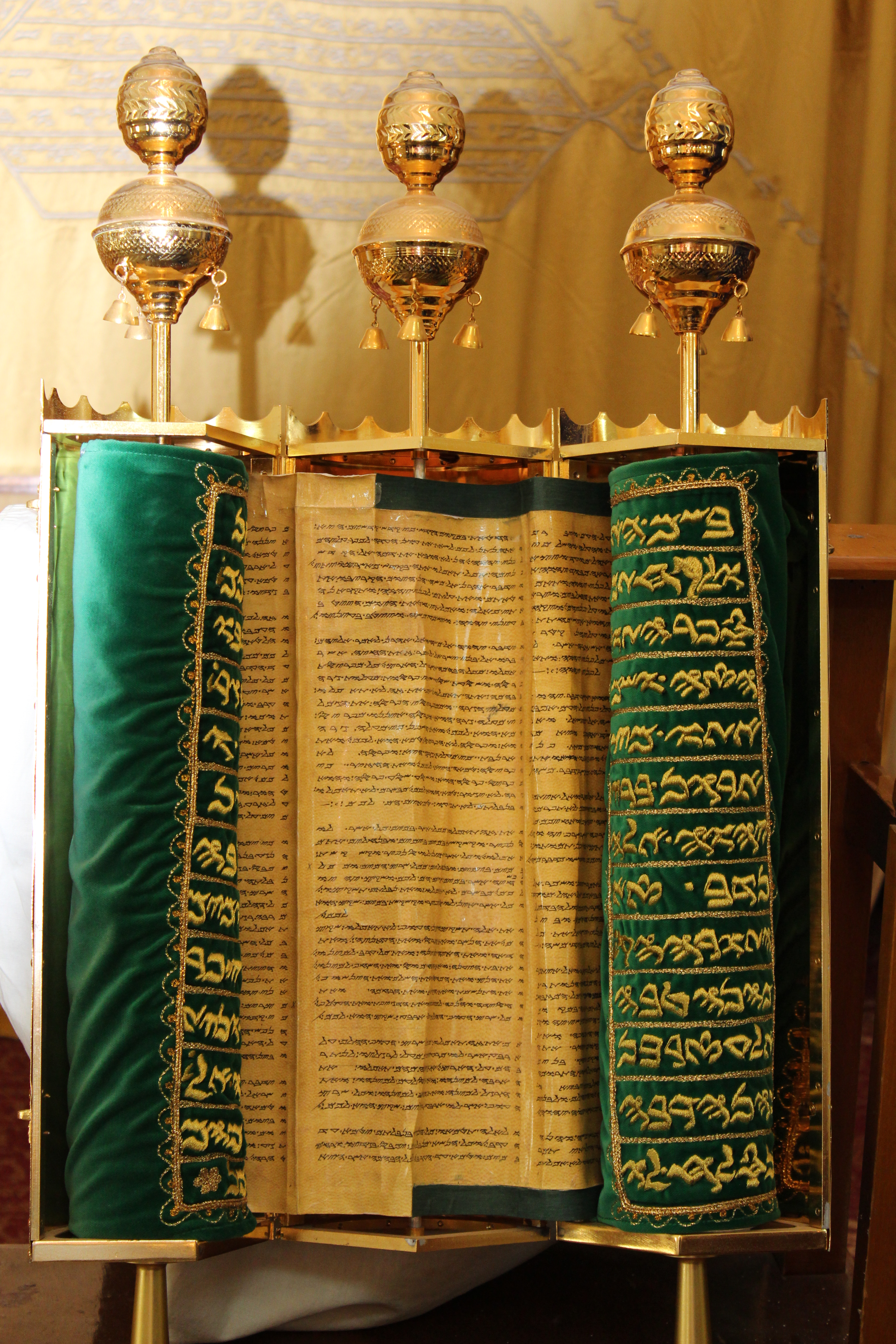
Pentateuque samaritain, synagogue samaritaine du mont Gerizim

Le Pentateuque samaritain est la version du Pentateuque en usage chez les Samaritains. Ce texte est relativement proche des versions chrétiennes et juives du Pentateuque, mais intègre plus de six mille différences. La plus connue est l'obligation de considérer le mont Garizim comme le principal lieu saint, en lieu et place de Jérusalem et de son temple.
Les Samaritains se considèrent comme les conservateurs de la véritable Torah, dont Ezra aurait rapporté un exemplaire à Jérusalem pour le falsifier. Le Pentateuque samaritain est rédigé dans une écriture dérivée de l'alphabet paléo-hébraïque.

## Contexte historique

### L'origine des Samaritains
D'après leur livre des Chroniques (Sefer ha-Yamim), les Samaritains se considèrent comme les descendants des tribus d'Ephraïm et de Manassé (deux tribus issues de la tribu de Joseph) vivant dans le royaume de Samarie, avant sa destruction en -722. La famille sacerdotale affirme descendre de la tribu de Lévi. Ils ajoutent que « ce sont les Juifs qui se sont séparés d'eux au moment du transfert de l'Arche au XIe siècle » avant l'ère commune. Selon la deuxième de leurs sept chroniques, « c'est Éli qui causa le schisme en établissant à Silo un sanctuaire dans le but de remplacer le sanctuaire du mont Garizim ».

### Le mont Garizim
Pour les deux Livres des Rois (1 Rois et 2 Rois), les Samaritains voulaient accéder au Second Temple de Jérusalem. À la suite du refus des Juifs, les Samaritains auraient donc déplacé leur culte vers le mont Garizim. Leur temple fut rasé par les Judéens vers 100 avant J.-C., pour des raisons religieuses et politiques, à la suite d'une guerre, apparemment déclenchée par les Samaritains.
Le temple est reconstruit peu après la révolte juive avortée de Bar-Kokheba (132-135). À partir de sa conversion au christianisme, l'Empire byzantin a cependant tenté de convertir de force les minorités (chrétiens hétérodoxes ou non-chrétiens) à sa version du christianisme. Ainsi, l'empereur Zénon (né en 427 - règne de 474 à sa mort en 491) s'en prend aux Juifs et aux Samaritains. Sous son règne, le temple samaritain est une seconde fois détruit (en 484, semble-t-il) et ce, de façon définitive. Il ne sera jamais reconstruit.

## Présentation
Le Pentateuque fut donc préservé parmi les Samaritains, qui le lisaient originellement comme un seul livre. La division en cinq livres, chez les Samaritains comme chez les Juifs, se fit ultérieurement pour des raisons de commodité. C'est la seule partie de la Bible hébraïque que les Samaritains considèrent comme d'autorité divine, à l'exception peut-être du Livre de Josué. Tous les autres livres de la Bible juive sont refusés. Les Samaritains ignorent également la tradition orale juive (telle qu'exprimée dans la Mishna, puis la Gémara et le Talmud).
La Bible samaritaine est rédigée en alphabet samaritain, une forme d'abjad dérivée de l'alphabet paléo-hébraïque utilisé avant l'exil à Babylone, que les Judéens ont abandonnée pour l'écriture « carrée » assyrienne.

## Critique textuelle

### Comparaison avec le Pentateuque juif
Le texte du Pentateuque samaritain a fait l'objet d'une étude critique à partir du XVIIe siècle lorsqu'un manuscrit a été ramené en Europe par Pietro Della Valle en 1616. Le Pentateuque samaritain présente certaines différences par rapport au texte massorétique de la Bible hébraïque. On compte à peu près 6 000 variantes – soit près d'une par verset – entre le texte samaritain et le texte massorétique. Les différences portent principalement sur la grammaire, l'orthographe (notamment les consonnes gutturales), des gloses, des additions et des variations dans les noms de lieux Le texte du Pentateuque samaritain est basé sur une variante du texte hébreu dite « pré-samaritaine ». Ce texte pré-samaritain était en usage chez différents groupes pendant la période du Second Temple. Il a ensuite subi des modifications spécifiques par les Samaritains qui ont produit le texte propre à cette communauté.
Le texte hébreu pré-samaritain a pour caractéristique d’harmoniser les textes de la Bible entre eux. Le texte présente des modifications, des additions ou des omissions sur la base des passages parallèles au sein de la Bible. Ce type de textes figure parmi les manuscrits de la mer Morte. À Qumrân, ces fragments sont datés d'une période s'étendant entre le IIIe siècle av. J.-C. et le Ier siècle. Le Papyrus Nash appartient à cette famille textuelle. Les modifications visent essentiellement à rendre le texte plus harmonieux et sa lecture plus aisée, éclaircissant notamment certains passages obscurs. Toutefois, la majorité des variantes constatées ne touchent pas au fond, excepté certains passages en nombre limité qui relèvent plus strictement de la théologie samaritaine comme, en particulier, la mise en évidence de la sainteté du mont Garizim au détriment de Jérusalem – un point crucial de divergence entre Juifs et Samaritains – ou encore l'introduction d'un commandement supplémentaire.

### Rédaction samaritaine
Au cours de la période perse ou hellénistique, les Samaritains ont adopté pour leur Pentateuque une version « harmonisée » du texte biblique puis ils ont adapté certains passages à la théologie samaritaine. Les dix commandements de la Torah samaritaine intègrent ainsi en dixième commandement le respect du mont Garizim comme centre du culte. Les deux versions des dix commandements existants dans la Torah juive (celle du Livre de l'Exode et celle du Deutéronome) ont été également uniformisées. Afin de conserver le nombre des commandements (dix), le 1er commandement juif (« Je suis l'Éternel (YHWH), ton Dieu, qui t'ai fait sortir du pays d'Égypte, de la maison de servitude ») est considéré comme une simple introduction, le premier commandement samaritain étant donc le second commandement juif : « Tu n'auras pas d'autres dieux devant ma face ». Le commandement relatif au mont Garizim est basé sur des citations de Deutéronome 11,29 et Deutéronome 27,4-7 . Dt 27,4 présente aussi une différence par rapport au texte massorétique. Dans la version juive, les pierres de la Loi doivent être placées sur le mont Ebal alors qu'il s'agit du mont Garizim dans la version samaritaine. Dans ce dernier cas, il est possible que le texte original parle effectivement du mont Garizim et que la référence au mont Ebal soit due à une modification judéenne.

### Hypothèses sur les divergences textuelles
Il a été noté que la Septante, une traduction en grec de la Bible, faite par des érudits juifs du IIIe siècle av. J.-C., était souvent plus proche de la version samaritaine que du texte massorétique juif actuel, du moins pour les parties ne concernant pas Jérusalem. En effet, sur les 6 000 variantes répertoriées avec la Bible hébraïque, près de 2 000 se retrouvent dans la Septante.
De même, les textes juifs des manuscrits de la mer Morte retrouvés à Qumrân et écrits entre le IIIe siècle av. J.-C. et Ier siècle divergent parfois (dans les textes en hébreu) du texte massorétique, ou reprennent (dans les quelques textes en grec) le texte de la Septante. Plus intéressant, certaines traductions grecques de la Septante correspondent étroitement à des textes hébreux des manuscrits de la mer Morte. Ces ressemblances entre ces textes juifs et la version samaritaine du Pentateuque illustrent la complexité de l'histoire des textes de l'Ancien Testament.